# غاسبار دي بروني
غاسبار دي بروني (بالفرنسية: Gaspard de Prony)‏ (و. 1755 – 1839 م) هو رياضياتي، ومهندس، وفيزيائي، وسياسي، وعالم موسيقى، وأستاذ جامعي من فرنسا . وكان عضواً في الجمعية الملكية، والأكاديمية البروسية للعلوم، والأكاديمية الفرنسية للعلوم، والأكاديمية الملكية السويدية للعلوم .
توفي في أنيار سور سين، عن عمر يناهز 84 عاماً.

## التعليم
تعلم في المدرسة الوطنية للجسور والطرق

## مناصب وهيئات
أدار المدرسة المتعددة التكنولوجية.

## جوائز
حصل على جوائز منها:
- قائد وسام جوقة الشرف
- فارس ترتيب سانت ميشيل.

## روابط خارجية
- غاسبار دي بروني على موقع الموسوعة البريطانية (الإنجليزية)